# Stazione meteorologica di Lago Gorgo
La stazione meteorologica di Lago Gorgo è la stazione meteorologica di riferimento relativa all'area comunale di Montallegro, precisamente al Laghetto Gorgo.

## Medie climatiche ufficiali

### Dati climatologici 1981-2010
In base alla media trentennale di riferimento (1981-2010), la temperatura media dei mesi più freddi, gennaio e febbraio, si attesta a +12,9 °C; quella del mese più caldo, agosto, è di +28,1 °C.
| Lago Gorgo (1981-2010) | Mesi | Mesi | Mesi | Mesi | Mesi | Mesi | Mesi | Mesi | Mesi | Mesi | Mesi | Mesi | Stagioni | Stagioni | Stagioni | Stagioni | Anno  |
| Lago Gorgo (1981-2010) | Gen  | Feb  | Mar  | Apr  | Mag  | Giu  | Lug  | Ago  | Set  | Ott  | Nov  | Dic  | Inv      | Pri      | Est      | Aut      | Anno  |
| ---------------------- | ---- | ---- | ---- | ---- | ---- | ---- | ---- | ---- | ---- | ---- | ---- | ---- | -------- | -------- | -------- | -------- | ----- |
| T. max. media (°C)     | 16,3 | 16,6 | 18,8 | 20,5 | 26,0 | 30,4 | 32,9 | 33,5 | 29,4 | 26,1 | 21,1 | 17,3 | 16,7     | 21,8     | 32,3     | 25,5     | 24,1  |
| T. min. media (°C)     | 9,5  | 9,2  | 10,4 | 12,5 | 15,4 | 19,4 | 21,7 | 22,7 | 20,4 | 17,1 | 13,4 | 10,8 | 9,8      | 12,8     | 21,3     | 17,0     | 15,2  |
| Precipitazioni (mm)    | 56,0 | 46,7 | 32,8 | 38,7 | 17,3 | 4,0  | 1,2  | 7,3  | 32,9 | 82,9 | 65,0 | 76,7 | 179,4    | 88,8     | 12,5     | 180,8    | 461,5 |

## Valori estremi

### Temperature estreme mensili dal 1979 al 2014
Nella tabella sottostante sono riportate le temperature massime e minime assolute mensili, stagionali ed annuali dal 1979 al 2014, con il relativo anno in cui si queste si sono registrate. La massima assoluta del periodo esaminato di +46,0 °C risale all'agosto 1999, mentre la minima assoluta di -1,0 °C è del dicembre 2014.
| Lago Gorgo (1979-2014) | Mesi        | Mesi        | Mesi        | Mesi              | Mesi        | Mesi               | Mesi        | Mesi        | Mesi        | Mesi        | Mesi        | Mesi        | Stagioni | Stagioni | Stagioni | Stagioni | Anno |
| Lago Gorgo (1979-2014) | Gen         | Feb         | Mar         | Apr               | Mag         | Giu                | Lug         | Ago         | Set         | Ott         | Nov         | Dic         | Inv      | Pri      | Est      | Aut      | Anno |
| ---------------------- | ----------- | ----------- | ----------- | ----------------- | ----------- | ------------------ | ----------- | ----------- | ----------- | ----------- | ----------- | ----------- | -------- | -------- | -------- | -------- | ---- |
| T. max. assoluta (°C)  | 25,9 (1993) | 27,2 (1998) | 32,0 (2001) | 35,8 (1998)       | 36,0 (1999) | 40,0 (1999 e 2003) | 44,2 (1998) | 46,0 (1999) | 38,9 (2003) | 38,9 (1999) | 33,1 (2004) | 29,2 (1997) | 29,2     | 36,0     | 46,0     | 38,9     | 46,0 |
| T. min. assoluta (°C)  | −0,8 (1999) | −0,4 (2003) | 1,0 (2002)  | 5,0 (2002 e 2015) | 8,0 (2014)  | 10,9 (2013)        | 14,1 (2013) | 14,0 (1991) | 12,1 (2013) | 9,1 (2009)  | 2,8 (2001)  | −1,0 (2014) | −1,0     | 1,0      | 10,9     | 2,8      | −1,0 |